# Aktionsbündnis Patientensicherheit
Das Aktionsbündnis Patientensicherheit (APS) wurde im April 2005 als gemeinsame Initiative von Vertretern der Gesundheitsberufe, ihrer Verbände und der Patientenorganisationen gegründet, um eine gemeinsame Plattform zur Verbesserung der Patientensicherheit in Deutschland aufzubauen.

## Aufgaben
Der Verein entwickelt in multidisziplinär besetzten Arbeitsgruppen Aktionen und Kampagnen zur Verbesserung der Patientensicherheit in Deutschland.
Die Ergebnisse aus den Arbeitsgruppen werden als Handlungsempfehlungen veröffentlicht, die allen Einrichtungen im deutschen Gesundheitswesen kostenlos zur Verfügung stehen. Die Arbeitsgruppen organisieren außerdem Fachveranstaltungen und den gegenseitigen Expertenaustausch.
Der Verein kooperiert mit Verbänden, Fachgesellschaften, Forschungsinstituten, Krankenkassen, Institutionen der Selbstverwaltung und Patientenorganisationen. Er wird vom Bundesministerium für Gesundheit (BMG) unterstützt. Das APS plädiert für die Installation eines offiziellen „Never Event-Registers“. 

## Ausgewählte Projekte
- Die Aktion Saubere Hände ist eine gemeinsame Kampagne des APS, des Nationalen Referenzzentrums für die Surveillance von nosokomialen Infektionen und der Gesellschaft für Qualitätsmanagement im Gesundheitswesen. Ziel der Kampagne ist es, die Händehygiene im Krankenhaus zu fördern und so die Zahl von Infektionen deutlich zu senken. Teilnehmen können alle deutschen Krankenhäuser.
- Das Krankenhaus-CIRS-Netz Deutschland ist ein gemeinsames Projekt des Ärztlichen Zentrums für Qualität in der Medizin (ÄZQ), des APS, der Deutschen Krankenhausgesellschaft (DKG) und des Deutschen Pflegerates (DPR), das es allen Kliniken ermöglicht, aus den Fehlern anderer zu lernen. Das KH-CIRS-Netz-D ist fächer- und berufsgruppenübergreifend angelegt.
- Action on Patient Safety High 5: Das High-5s-Projekt wurde 2006 von der Weltgesundheitsorganisation (WHO) initiiert, um beim weltweit relevanten Thema Patientensicherheit aktiv zu werden. Die Bezeichnung „High 5s“ leitet sich von der ursprünglichen Intention des Projekts ab, nämlich die Reduzierung von 5 schweren Patientensicherheitsproblemen in 5 Ländern über 5 Jahre. Die in jedem Land projektdurchführende Organisation wird als Lead Technical Agency (LTA) bezeichnet. In Deutschland ist die „LTA Germany“ eine operationelle Einheit aus dem ÄZQ und dem APS. Das Ziel des internationalen Projekts „Action on Patient Safety: High 5s“ ist die bedeutsame, nachhaltige und messbare Reduzierung von unerwünschten Ereignissen in der Patientenversorgung durch die Implementierung von standardisierten Handlungsempfehlungen (SOP = Standard Operating Protocols) in Krankenhäusern. Die Projektumsetzung in Deutschland wird vom BMG gefördert.
- Seit 2019 wird am 17. September der durch die WHO initiierte internationale Welttag der Patientensicherheit begangen.[1][2]
- Im April 2022 veröffentlichte das Aktionsbündnis Patientensicherheit das Buch Risiko- und Sicherheitskultur im Gesundheitswesen. Das Werk erschien bei der Medizinisch Wissenschaftlichen Verlagsgesellschaft in Berlin und ist eine Zusammenarbeit mehrerer Autoren, die wesentliche AnsapHandlungsfelder zur Entwicklung von Risiko- und Sicherheitskultur im Gesundheitswesen in den Blick nehmen, und beschreiben, wie Institutionen und Einrichtungen hier Ansatzpunkte finden.[3]